# Reo Yasunaga
Reo Yasunaga (jap. 安永 玲央, Yasunaga Reo; * 19. November 2000 in Tokio, Präfektur Tokio) ist ein japanischer Fußballspieler. 

## Karriere
Reo Yasunaga erlernte das Fußballspielen in den Jugendmannschaften des Yahata FC, Kawasaki Frontale und Yokohama FC. Seinen ersten Vertrag unterschrieb er 2019 bei seinem Jugendverein Yokohama FC. Der Verein aus Yokohama spielte in der zweiten Liga des Landes, der J2 League. Von Juli 2019 bis Januar 2020 wurde er an den Drittligisten Kataller Toyama ausgeliehen. Mit dem Verein aus Toyama spielte er zweimal in der J3 League. Im Februar kehrte er nach der Ausleihe nach Yokohama zurück. Am Ende der Saison 2021 belegte er mit dem Verein den letzten Tabellenplatz und musste somit in die zweite Liga absteigen. Ein halbes Jahr später wurde Yasunaga dann an den Ligarivalen Mito Hollyhock verliehen.